# Li Anderssonová
Li Sigrid Anderssonová (* 13. května 1987, Turku) je finská levicová politička, od roku 2015 poslankyně parlamentu, od roku 2016 předsedkyně Svazu levice, v letech 2019 – 2020 a 2021 – 2023 ministryně školství, kandidátka v prezidentských volbách 2024.

## Studia
V roce 2010 absolvovala bakalářské studium oborů mezinárodní právo (major) a ruský jazyk a kultura (minor) na švédskojazyčné Åbo Akademi v Turku.

## Politika

### Komunální volby
| Rok voleb | Volební obvod | Počet hlasů | Výsledek  |
| --------- | ------------- | ----------- | --------- |
| 2008      | Turku         | 175         | Nezvolena |
| 2012      | Turku         | 2,422       | Zvolena   |
| 2017      | Turku         | 6,415       | Zvolena   |
| 2021      | Turku         | 5 002       | Zvolena   |

### Parlamentní volby
| Rok voleb | Volební obvod  | Počet hlasů | Výsledek  |
| --------- | -------------- | ----------- | --------- |
| 2011      | Vlastní Finsko | 2,170       | Nezvolena |
| 2015      | Vlastní Finsko | 15,071      | Zvolena   |
| 2019      | Vlastní Finsko | 24,404      | Zvolena   |
| 2023      | Vlastní Finsko | 18 122      | Zvolena   |

### Europarlamentní volby
| Rok voleb | Volební obvod | Počet hlasů | Výsledek  |
| --------- | ------------- | ----------- | --------- |
| 2014      | Finsko        | 47,599      | Nezvolena |
| 2019      | Finsko        | ?           | ?         |
| 2024      | Finsko        | ?           | ?         |

ZDROJ:

## Soukromý život
Žije v rodném Turku, pochází z rodiny finských Švédů, jejím mateřským jazykem je švédština. Otec je umělec Jan-Erik Andersson, matka je novinářka Siv Skogmanová. 
Jejím partnerem je bývalý hokejista Juha Pursiainen (* 1982), se kterým má dceru (* 2021).
Nehlásí se k žádnému náboženskému vyznání. 

## Ocenění
- důstojník Řádu bílé růže (Finsko, 2022)[7]

## Knihy
- Andersson, Li & Koivulaakso, Dan & Brunila, Mikael: Äärioikeisto Suomessa. Helsinki: Into, 2012. ISBN 978-952-264-180-9.
- Andersson, Li & Koski, Susanna: Punavihreä, sinivalkoinen: Keskustelukirjeitä. Helsinki: Minerva, 2014. ISBN 978-952-312-052-5.